# Vitt fjädermott
Vitt fjädermott (Pterophorus pentadactylus) är en fjärilsart som först beskrevs av Carl von Linné 1758.  Vitt fjädermott ingår i släktet Pterophorus, och familjen fjädermott.

## Kännetecken
Vingbredd 24-35 mm. Båda vingparen snövitt glänsande med fint strödda svarta fjäll på mittribborna.

## Levnadssätt
Fjärilen flyger i skogsgläntor, på öppen ängsmark och liknande där värdväxten finns. 

## Flygtid
Från mitten av juni till och med juli. 

## Biologi
Larven är blekgrön med gulaktiga sidorygglinjer och gulaktigt huvud. Starkt hårig på mörka vårtor. Den lever på blad och blommor av åkervinda och snårvinda. Förpuppning under ett blad.

## Näringsväxt
Åkervinda Convolvulus arvensis, Snårvinda Calystegia sepium.

## Utbredning
Påträffad allmänt från Skåne till Västerbotten. I övriga Norden finns den i Danmark, Finland och Norge